# Метилакрилат
Мети́лакрила́т (метиловый эфир акриловой кислоты) — органическое соединение с формулой C4H6O2. Применяется для получения полиметилакрилата.

## Физические и химические свойства
Плавится при −75 °C, кипит при 80,2 °C. Растворим в воде (5,2 г/100 мл при 25—70 °C) и органических растворителях.

## Получение
Может быть получен:
- при взаимодействии акрилонитрила с метанолом в присутствии серной кислоты;
- при окислении пропилена кислородом и последующей обработке метанолом;
- по реакции Реппе.

## Применение
Применяется для получения полимера — полиметилакрилата, используется в органическом синтезе.

## Токсичность
Раздражает слизистые оболочки. ПДК составляет 20 мг/м³.

## Правовой статус
Метилакрилат в концентрации 15% или более считается прекурсором (Таблица II списка IV), оборот которого в Российской Федерации ограничен.